# Tuffi ai campionati mondiali di nuoto 2001 - Trampolino 3 metri sincro maschile
La gara del Trampolino 3 metri sincro maschile si tenne il 22 luglio 2001.

## Classifica finale
In verde i finalisti
| Pos  | Tuffatori                          | Nazione                | Tuffi preliminari | Tuffi preliminari | Tuffi Finali | Tuffi Finali |
| Pos  | Tuffatori                          | Nazione                | Punti             | Pos               | Punti        | Pos          |
| ---- | ---------------------------------- | ---------------------- | ----------------- | ----------------- | ------------ | ------------ |
| 1    | Bo Peng Ke-Nan Wang                | Cina                   | 329.82            | 1                 | 342.63       | 1            |
| 2    | Joel Rodríguez Fernando Platas     | Messico                | 313.17            | 3                 | 338.49       | 2            |
| 3    | Aleksandr Dobroskok Dmitri Sautin  | Russia                 | 318.00            | 2                 | 335.19       | 3            |
| 4    | Mark Shipman Antonio Ally          | Regno Unito            | 271.59            | 8                 | 319.38       | 4            |
| 5    | Andreas Wels Patrick Schellenberg  | Germania               | 300.51            | 5                 | 310.68       | 5            |
| 6    | Robert Newbery Steven Barnett      | Australia              | 308.43            | 4                 | 307.08       | 6            |
| 7    | Troy Dumais Thomas Davidson        | Stati Uniti (bandiera) | 281.37            | 7                 | 284.94       | 7            |
| 8    | José Miguel Gil Rafael Álvarez     | Spagna                 | 283.26            | 6                 | 282.72       | 8            |
| 16.5 | H09.5                              |                        |                   |                   | 00:55.635    | O            |
| 9    | Ville Vahtola Joona Puhakka        | Finlandia              | 271.17            | 9                 |              |              |
| 10   | Dmytro Lysenko Eduard Safonov      | Ucraina                | 270.18            | 10                |              |              |
| 11   | Nicola Marconi Tommaso Marconi     | Italia                 | 269.52            | 11                |              |              |
| 12   | Rossharisham Roslan Yeoh Ken Nee   | Malaysia               | 264.78            | 12                |              |              |
| 13   | Erick Fornaris José Antonio Guerra | Cuba                   | 256.20            | 13                |              |              |
| 14   | Kiichiro Miyamoto Kotaro Miyamoto  | Giappone               | 240.54            | 14                |              |              |